# 황야의 이리

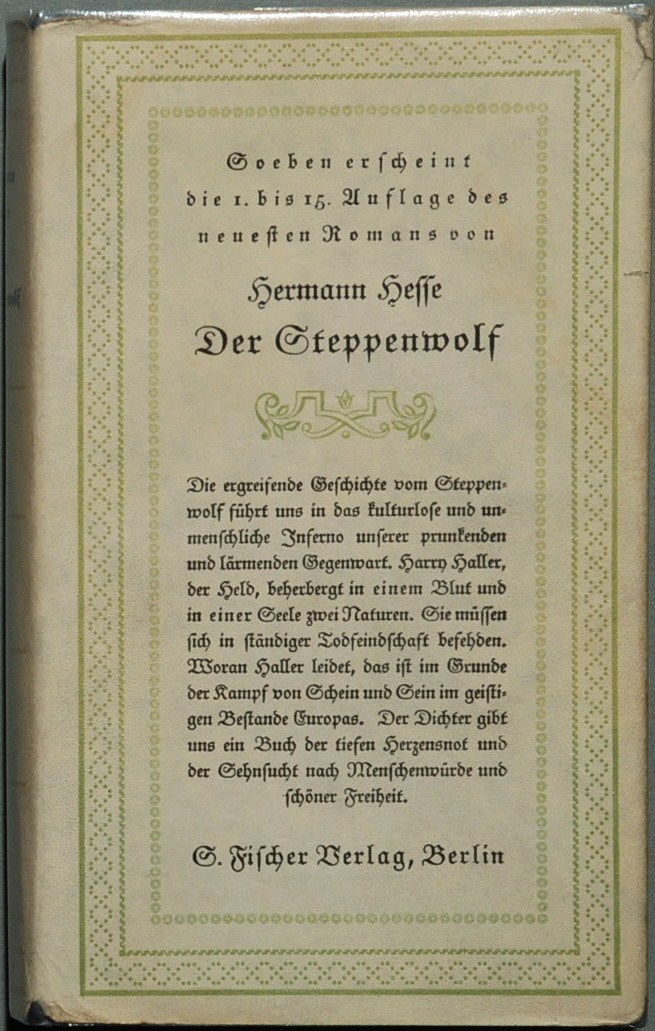
초판

《황야의 이리》(독일어: Der steppenwolf, 영어: Steppenwolf)는 독일 작가인 헤르만 헤세가 1927년에 발표한 소설이다. 《황야의 늑대》라고 번역되기도 한다.
가정 안의 불행, 자기 자신의 신경증 극복을 작품 《데미안》에서 이원적인 정신과 육체를 자아에 통일시킴으로써 일단 해결을 본 헤세는 자기 응시에 있어서 자아를 통일체로 고집하는 것이 번민의 근원이며 이에 만족하는 것은 인간으로서의 책임을 게을리 하는 것이라고 생각한다. 자아를 완전히 파악하기 위한 자기분석이 이 소설의 주인공 하리 할러의 수기이다. 그 자아가 인간의 혼과 황야의 늑대에 의해 형성된 하리는 고독하며 인간을 사랑할 수가 없어 정신적으로 또한 사회적으로 볼 때 죽어 있는 것이다. 자기 조소로 끝나는 사랑을 해 보나 자기애가 없는 한 타인애는 성립할 수가 없다. 자조를 만들어내는 자기를 해체하여 전체에 복귀하는, 즉 무한히 자기의 영혼을 확대하여 우주를 포괄하는 것이야말로 인간의 의무이어야만 한다. 하리는 그 모든 가능성을 보여주는 마법극장에 안내된다. 거기에서 상연되는 순간의 현상에서 영원을 보는 것으로써 개적 자아(個的自我)를 확대시킨 모차르트와 괴테의 유머 의의를 아는 것이다.

## 등장 인물
- 하리 할러(Harry Haller) – 주인공, 중년의 남자
- 파블로(Pablo) – 색소폰 연주자
- 헤르미네(Hermine) – 할러가 술집에서 만난, 젊은 여자
- 마리아(Maria) – 헤르미네의 친구